# Gladstone (Michigan)
Pour les articles homonymes, voir Gladstone.
Gladstone est une ville du comté de Delta au Michigan.